# ヨーゼフ・クリップス
ヨーゼフ・アロイス・クリップス（Josef Alois Krips、1902年4月8日 - 1974年10月13日）は、オーストリアの指揮者、ヴァイオリン奏者。弟ハインリヒ・ヨーゼフ（ヘンリー・クリップス）も指揮者として知られる。

## 略歴

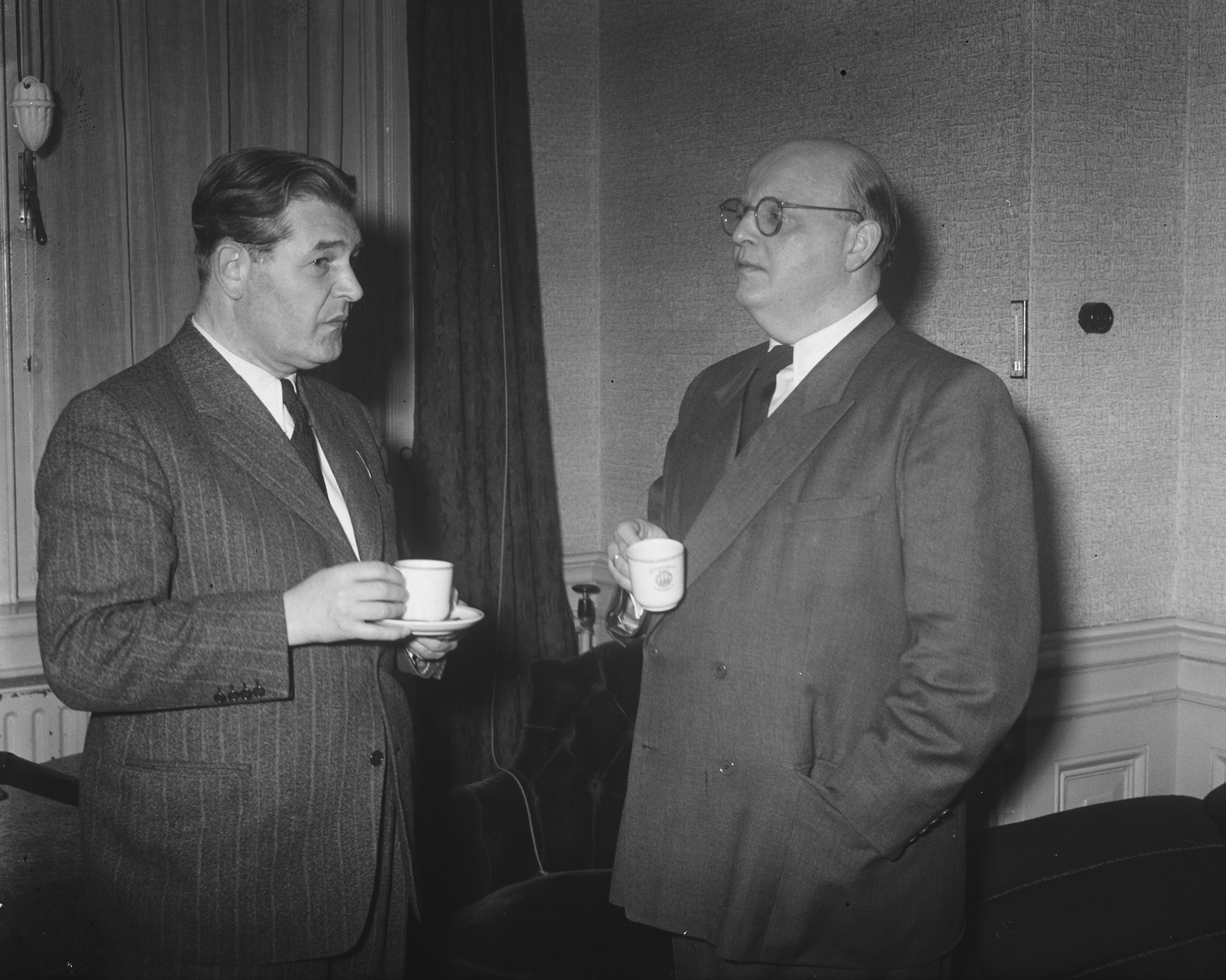
ヤン・ダーメンとクリップス（1951年2月19日、アムステルダムにて）

ウィーンの生まれ。父親はユダヤ人。オイゼビウス・マンディチェフスキ、フェリックス・ワインガルトナーに師事し、1921年、ワインガルトナーの助手、合唱指揮者としてウィーン・フォルクスオーパーに入った。 その後、ドルトムント市立劇場、カールスルーエ歌劇場などを経て、1933年にウィーン国立歌劇場の常任指揮者に就任、また1935年にウィーン国立音楽大学の教授に就任した。1938年3月のオーストリア併合の後、オーストリアを去ることを強いられ、ベオグラードに移り、ユーゴスラビアが第二次世界大戦に一時期巻き込まれるまで、地元のオーケストラで働いた。大戦終期には食品工場で働いていたが、「こっそりオペラの稽古をつけたり、プロンプター席に入って指示を出していた」という伝説もある。
1950年から1954年までロンドン交響楽団の首席指揮者を務め、その後バッファロー・フィルハーモニー管弦楽団、サンフランシスコ交響楽団の音楽監督となった。
1963年にコヴェント・ガーデン王立歌劇場、1966年にメトロポリタン歌劇場にそれぞれデビューした。
1968年、サンフランシスコ交響楽団と最初で最後の来日。クリップスと親交のあった日本人指揮者では、小澤征爾や大町陽一郎が挙げられる。
1970年、ベルリン・ドイツ・オペラの指揮者に就任、同年から1973年までの間ウィーン交響楽団の首席指揮者を務めた。
ジュネーヴにて病没。

## オペラの名指揮者
ナチス政権に協力しなかったため、1945年の終戦後すぐにオーストリアの楽壇に復帰することができ、戦後ウィーン・フィルハーモニー管弦楽団とザルツブルク音楽祭を最初に指揮したひとりである（クナッパーツブッシュ、フルトヴェングラー、ベーム、カラヤンはナチ協力の嫌疑で復帰が遅れた）。巨匠不在のウィーン・フィルを支えた名匠といえる。モーツァルト、リヒャルト・シュトラウスの作品を得意とした。
角のとれた優美なクリップスとウィーン・フィル（国立歌劇場管弦楽団）の芸風は、1968年の『コジ・ファン・トゥッテ』、1970年の『エジプトのヘレナ』などのライブ録音で偲ぶことができる。いわゆる「叩き上げ」の経歴をもち、歌劇場での稽古に手腕を発揮した。往年の名歌手エリーザベト・シュヴァルツコップは、「一番お世話になったのはクリップス!」と述懐したという。名ピアニストのリリー・クラウスも、もっとも優れたモーツァルト解釈者として彼の名を上げた。就いたポストが当時としては些か地味なものが多く、しかも短い在任期間ばかりだった（この点では同い年のドイツ圏の指揮者であるオイゲン・ヨッフムと対照的であった）こともあって、華々しい存在とはいえなかったが、ステレオ録音時代までウィーン生え抜きの香りを伝え続けた随一の存在であり、今なお根強いファンが存在する。
レコード・ファンの間ではとかくドイツ・オーストリア音楽だけの専門家と見られがちであるが、実際は特にアメリカ時代には現代作品を含む幅広いレパートリーを誇った。来日公演でもストラヴィンスキー、コープランドなどの作品を指揮している。

## 演奏スタイル
指揮者・ピアニストのダニエル・バレンボイムは、クリップスの演奏スタイルについて以下のように述べている。

## 後進への支援

### ゲオルグ・ショルティ
ブダペスト歌劇場でコレペティトゥーアを務めていたゲオルグ・ショルティは、ユダヤ系ゆえに指揮者としての出世は絶望的だったので、クリップスがブダペストに客演した際、彼が音楽監督を務めていたカールスルーエで助手として雇ってもらうよう懇願した。クリップスはショルティの仕事ぶりを気に入り、ちょうどスタッフに欠員も出ていたので即座に採用した。その結果、1932年10月にショルティはカールスルーエへと渡り、音楽監督クリップス、第2指揮者ルドルフ・シュヴァーツ、第3指揮者ヨーゼフ・カイルベルトのもとで助手を務めた。4人はみな若く、30歳のクリップスが最年長であった。
しかし、ナチスの機関紙「フェルキッシャー・ベオバハター」は「クリップスが東欧のユダヤ人を歌劇場に招いた」としてこれを非難し、ショルティの解雇を求めた。クリップスは、オーケストラ内にいる熱烈なナチ党員が自分を排斥するために行なったものだと判断しつつ、ショルティの安全のために、ナチスがまだ勢力を伸ばしていなかったマンハイムにて首席指揮者を務めていた、ヨーゼフ・ローゼンシュトックのもとへ行くよう促した。オーディションの結果ショルティは採用となり、マンハイムへと移る準備をしていたが、1932年12月にクリップスは「総選挙が終わるまでドイツから離れた方がいい」とショルティを説得し、ブダペストへ帰らせた。世の中が落ち着いたらともにストラスブール音楽祭の準備をしようと計画していたが、1933年1月30日にアドルフ・ヒトラーが首相に任命されると、カールスルーエのクリップス、シュヴァーツ、そしてマンハイムのローゼンシュトックはみな解雇となってしまう。その結果、ショルティはハンガリーに止まらざるをえず、ヤーノシュ・フェレンチクのすすめもあり再びブダペスト歌劇場で仕事をするようになった。なお、のちにバイエルン国立歌劇場の音楽監督となったショルティのもとに、カールスルーエでクリップスの排斥を企んだオーケストラ団員が、自分を採用してほしいという手紙を送ったが、名前に見覚えがあったショルティはこれを無視した。

## 評価
クリップスの指揮で、合唱団員としてハイドンの『天地創造』を歌ったズビン・メータは、クリップスについて「真に偉大なオーケストラ・トレーナーで、彼は音楽家とともに呼吸し、彼らをおだてて、ぴかぴかに磨きぬかれた演奏を引き出します」と述べている

## レコーディング
- 1948年　シューベルト：交響曲第6番　ロンドン交響楽団 （デッカ）
- 1948年-1950の間　モーツァルト：レクイエム　ウィーン宮廷合唱団、管弦楽団 （デッカ）
  - ウェルナー・ペック（ソプラノ）　ハンス・ブライトショップ（アルト）　ワルター・ルートヴィッヒ（テノール）　ハラルド・ブレグレーフ（バス）　（女声の代わりに少年の独唱・コーラスを起用して成功を収めたユニークなもの）
- 1949年　ハイドン：交響曲第104番「ロンドン」　ロンドン・フィルハーモニー管弦楽団（デッカ）
- 1950年　モーツァルト：オペラ『後宮からの誘拐』全曲（LPレコード初のオペラ全曲録音という、意欲的な企画もの）
- 1950年　モーツァルト：交響曲第31番「パリ」、交響曲第39番　ロンドン交響楽団（デッカ）
- 1950年4月　シューベルト：交響曲第7番「未完成」　ロンドン交響楽団（デッカ）
- 1950年4月　ブラームス：交響曲第4番　ロンドン交響楽団（デッカ）
- 1951年　ドヴォルザーク：チェロ協奏曲　ザーラ・ネルソヴァ（チェロ） ロンドン交響楽団（デッカ）
- 1952年　シューベルト：交響曲第8番「ザ・グレイト」　ロイヤル・コンセルトヘボウ管弦楽団（デッカ）
- 1952年?　ベートーヴェン：交響曲第4番　アムステルダム・コンセルトヘボウ管弦楽団（デッカ）
- 1953年　ハイドン：交響曲第92番「オックスフォード」　メンデルスゾーン：交響曲第4番「イタリア」　ロンドン交響楽団（デッカ）
- 1953年3月　モーツァルト：交響曲第40番　ロンドン交響楽団（デッカ）
- 1953年3月　シューマン：ピアノ協奏曲　ヴィルヘルム・ケンプ（ピアノ） ロンドン交響楽団（デッカ）
- 1953年10月　モーツァルト：ピアノ協奏曲第23番、ピアノ協奏曲第24番　クリフォード・カーゾン（ピアノ） ロンドン交響楽団（デッカ）
- 1954年9月　メンデルスゾーン：オラトリオ『エリヤ』　ロンドン・フィルハーモニー管弦楽団　他（デッカ）
- 1955年6月　モーツァルト：オペラ『ドン・ジョヴァンニ』全曲　ウィーン・フィルハーモニー管弦楽団　ウィーン国立歌劇場合唱団、チェーザレ・シエピ（バス）、クルト・ベーメ（バス）、アントン・デルモタ（テノール）、シュザンヌ・ダンコ（ソプラノ）、リーザ・デラ・カーザ（ソプラノ）、ヒルデ・ギューデン（ソプラノ）他（デッカ）
  - デッカのモーツァルト生誕200年記念・4大オペラ録音のうちのひとつ。『フィガロの結婚』はエーリッヒ・クライバー、『魔笛』と『コジ・ファン・トゥッテ』はカール・ベーム。
- 1956年10月　ブラームス：交響曲第1番　ウィーン・フィルハーモニー管弦楽団（デッカ）
- 1956年10月　シューマン：交響曲第4番　ロンドン交響楽団（デッカ）
- 1956年12月　ベートーヴェン：ピアノ協奏曲全曲　アルトゥール・ルービンシュタイン（ピアノ）　シンフォニー・オブ・ジ・エア（RCA）
- 1957年4月　モーツァルト：交響曲第35番「ハフナー」　第41番「ジュピター」　イスラエル・フィルハーモニー管弦楽団（デッカ）
- 1957年5月　シューマン：交響曲第1番「春」　ロンドン交響楽団（デッカ）
- 1957年9月、10月　シュトラウス・コンサート　ウィーン・フィルハーモニー管弦楽団 ワルツ『美しく青きドナウ』、ピツィカート・ポルカ、皇帝円舞曲、ワルツ『南国のバラ』、加速度円舞曲、ワルツ『オーストリアの村つばめ』、ワルツ『春の声』（デッカ）
- 1957年9月　ハイドン：交響曲第94番「驚愕」　交響曲第99番　ウィーン・フィルハーモニー管弦楽団（デッカ）
- 1958年4月　ブラームス：ピアノ協奏曲第2番　モーツァルト：ピアノ協奏曲第24番　シューマン：ピアノ協奏曲 アルトゥール・ルービンシュタイン（ピアノ）　RCAビクター交響楽団（RCA)
- 1958年5月　シューベルト：交響曲第8番「ザ・グレイト」　ロンドン交響楽団（デッカ）
- 1958年9月　チャイコフスキー：交響曲第5番　ウィーン・フィルハーモニー管弦楽団（デッカ）
- 1960年1月　ベートーヴェン：交響曲全集　ロンドン交響楽団　BBC合唱団（米エヴェレスト）
  - 交響曲第9番は、ジェニファー・ビビアン（ソプラノ）、シャーリー・カーター（ヴァーレット、メゾ・ソプラノ）、ルドルフ・ペトラーク（テノール）、ドナルド・ベル（バリトン）、レスリー・ウッドゲート指揮BBC合唱団が参加した。この録音は音楽評論家、愛好家には有名であり、正式版、海賊版ともに何度も再発された。とりわけ初版のLP全集には、クリップス自身による詳しい楽曲解説が添付されていて、彼の楽曲理解を知る貴重な資料ともなっている。
- 1960年5月　ブラームス：交響曲第2番　チューリッヒ・トーンハレ管弦楽団（コンサートホール）
- 1962年6月　シューベルト：交響曲第7番「未完成」　ウィーン交響楽団（コンサートホール）
- 1963年4月1日　ブラームス：ハイドンの主題による変奏曲　大学祝典序曲　悲劇的序曲　フィルハーモニア管弦楽団（EMI）
- 1963年5月　R.シュトラウス：「ばらの騎士」組曲　「火の鳥」組曲　フィルハーモニア管弦楽団（EMI）
- 1966年2月　モーツァルト：オペラ『後宮からの誘拐』全曲　ウィーン・フィルハーモニー管弦楽団　ウィーン国立歌劇場合唱団　アンネリーゼ・ローテンベルガー（ソプラノ）　ルチア・ポップ（ソプラノ）　ニコライ・ゲッダ（テノール）　ゲルハルト・ウンガー（テノール）　ゴットロープ・フリック（バス）他（EMI）
- 1969年3月　シューベルト：交響曲第7番「未完成」　ウィーン・フィルハーモニー管弦楽団（デッカ）
- 1972年から1973年に、アムステルダム・コンセルトヘボウ管弦楽団を指揮してモーツァルト交響曲集（第21-41番）を録音した。2007年に日本盤CDの形で発売され、その典雅な演奏は、多くの人の支持を得ている（フィリップス）。

その他、コンサート・ホール・ソサエティに多くの録音を残しており、クラシックLPの普及に貢献する事となった。また、ライブ録音にはウィーン交響楽団を振った『ティル』やシューベルト『ザ・グレイト』、マーラー『大地の歌』がある他、フランス国立放送管弦楽団を振ったベートーヴェンなどがCDとしてリリースされている。